# 莫蒙特山
46°39′25″N 6°32′17″E / 46.657062°N 6.53801°E

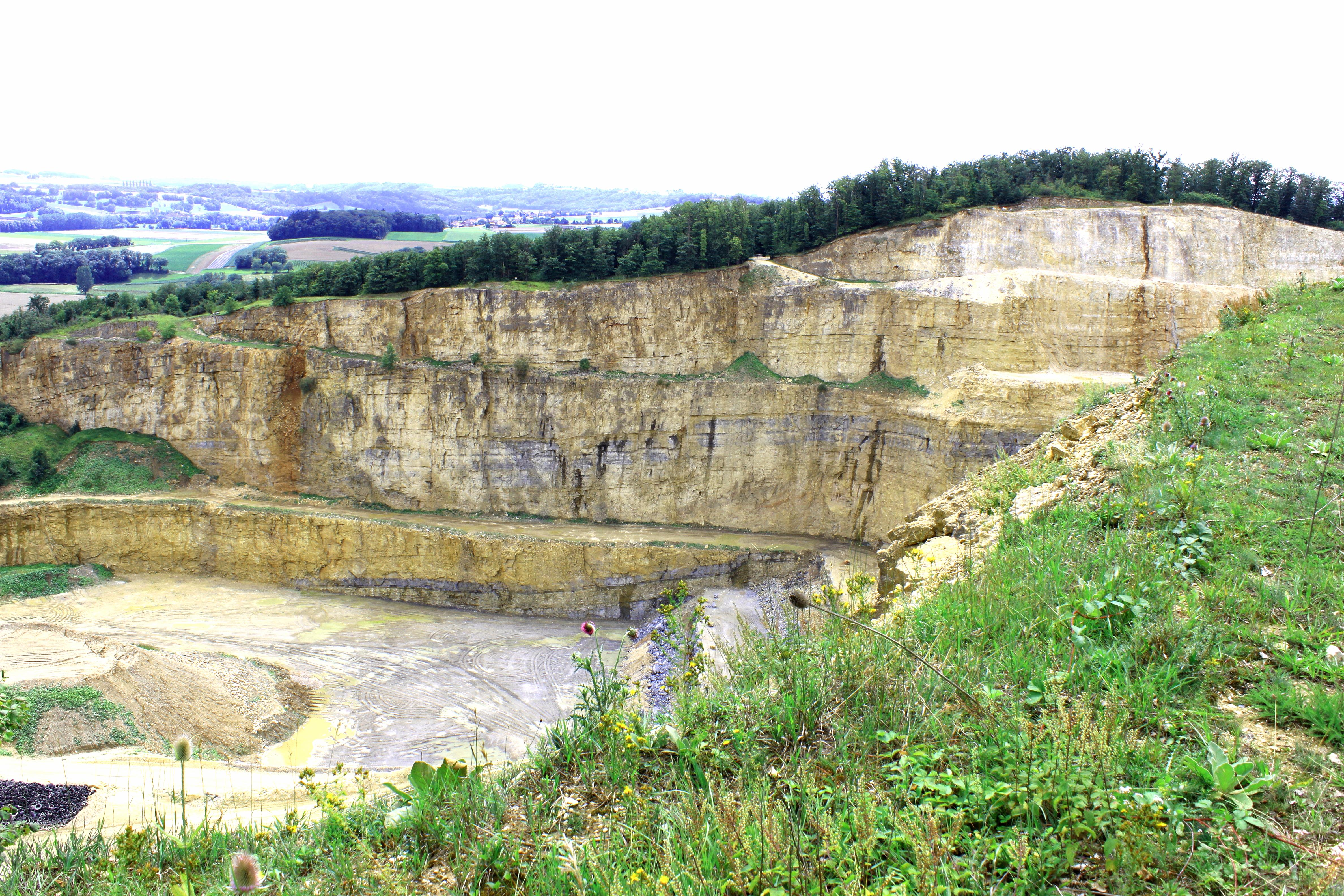

莫蒙特山（Mormont），是瑞士的山峰，位於該國西部，由沃州負責管轄，處於隆河和萊茵河流域地區，屬於汝拉山的一部分，位於埃克雷龐境內，海拔高度605米。